# 北市镇 (广宁县)
北市镇，是中华人民共和国广东省肇庆市广宁县下辖的一个乡镇级行政单位。
北市镇(Beishi Town)，地处广宁县的东北部，省道S260贯穿全境，南部与江屯镇相连，北、东南、西分别赤坑、联和、螺岗镇接壤，道路直通东北面的阳山县和西面的清远市清新区，处在“两市三县”的交结点上，毗邻怀集燕峰温泉度假中心；
距四会市中心76公里，距广州市中心117公里，每天有多班车次开往广州、佛山、四会、广宁、肇庆等地； 通讯网络、文化、物流、生活、娱乐等基础设施日趋完善，旅游资源丰富、侨乡众多、城镇化水
平提高；总面积230平方公里，总人口21596人。

## 简介
北市镇地处广宁的东北部，距县城45公里。2003年(据民政局网站)接并原葵洞镇和深坑乡后，总面积230平方公里。水田8982亩，山地30万亩，总人口21596人，其中：非农人口1721人。辖14个村委会（226个村小组）、1个居委会。属高寒地区，春夏秋冬各异，冬寒秋凉，夏热春湿，相对湿度95%。年降雨量不低于1800毫米，极度最高气温35.5℃。最低气温–5℃。
基础设施
该镇基础设施建设，基本配套完善。主要有供电、供水、集贸市场、邮电、通讯、文化、教育、卫生等，并初具现代化。有省道水坭沥青公路直贯该镇，通往阳山、怀集等地。距四会市中心76公里，距广州市中心117公里，每天有多班车次开往广州、佛山、四会、广宁、肇庆等地，人们基本以车代步。
北市镇农业概况
农业方面，该镇为确保农业增产，农民增收，把调整农业生产布局工作作为发展农村经济重要措施来抓，重点以引导群众发展反季节蔬菜、水果及经济林为主，尖椒200亩，蕃茄400亩，龙须菜200亩，青瓜100亩，沙糖桔1000亩。速生丰产林基地租赁7700亩，大大地提高了群众收入增长点。

## 旅游资源
北市仁善里客家大屋（广宁大屋村）
北市仁善里客家大屋（广宁大屋村）始建于1788年，至今已有217年的历史。现有人口288人，56户。村中有10多座砖石结构的清代客家古宅。村里有百年的五连果、古榕树。客家大屋建筑群造工精细，有典型的地方特色。尤其以“仁善里”客家大屋最为壮观，集清朝南北民居建筑之精华。
2005年7月4日，广宁县政府公布“仁善里”客家大屋为广宁县第三批文物保护单位。
建筑特色
仁善里大屋始建于清末道光十四年(1834年)，由当时的江姓先祖仿照原居住在北方的四合院祖宅而建造。大屋座南向北，占地面积1645平方米，分别由多间建筑物组成的一个院落。整座建筑分别由殿、厢房、天井、套房、广场、池塘等组成，大屋内外的梁、柱、檐、楣有木雕、陶塑图案，造工精细，有典型的地方特色。
仁善里大屋正门门框由厚厚的麻石板砌成，门框外沿被雕刻成长条圆柱体，减去了纯石棱为边的单调。门槛上贴门框两边各建有一个石礅，石礅雕镂成形。两个石礅一边刻有麒麟、大鹏等吉祥之物，表明大屋主人向往富贵安定的心愿。另一边是荷叶、青蛙，刻画形态逼真、动感十足。屋内天井呈正方形，四边建有水槽。令人惊讶的是，天井建有两处供进出厅内外的小台阶，台阶两边还有阶栏，让天井可独立成景。天井四角相对，紧靠厢房檐下的墙上面分别书写着“青山、绿水、鸟飞、鱼跃”八个草书大字，可见屋主人生活之悠闲雅致，这更有正门背面顶墙上的诗作为证：
长爱西街风景闲，到君居处便开颜。
清光门外一渠水，秋影塘头数点山。
硖种碧松过月朗，多栽红杏待春还。
莫言谁案无余地，认得诗人在此间。
清末社会动荡不安，在风起云涌、变幻不定的乱世之中，大屋主人能如此从容不迫、气定神闲地过着采菊东篱山，悠然在南山的田园生活，让人钦佩。
仁善里大宅书房天井墙壁上有一幅十八学士图特有意味。佛家有十八罗汉坐镇佛坛以昭佛法无边，而这大屋主人则用十八学士表明学无止境。图画背景是一处庭院，房屋、花园之间，十八位学士或三五成群围聚石桌畅谈，挥斥书生意气；或对弈厮杀，在棋盘上一主沉浮。也有的单个品茗，怡然自乐；有的则在书房抚卷苦读，企盼寒窗十年，一朝跃龙门。
房内有一棵百龄茶花，虽饱历百年风雨，仍枝遒根固。　在仁善里不到百米范围内，江氏陆续建成永安里、福安里几间大屋，组成了一个客家建筑群。这几座大屋是仁善里原主人的几个儿子分住的。
螺壳山
螺壳山位于广宁县东北部，海拔1338米，属南岭余脉，被誉为“粤西第一山”。民谣唱：“螺壳山高，离天三尺，人过低头，马过贴脊”。景区交通便利，省道S260贯穿全境；
螺壳山省级森林公园里，3000多株樱花在春风中争相怒放，吸引不少游客赏花拍照留念，更有樱花雪景可观。
螺壳山景区风景独特，有平均水深约2米的飞水潭，有80米高的六层飞瀑和200多米高的山甘坪瀑布，有樱花遍野的三叠帽和800多米长的奇石河等景点，构成一幅绝美的画廊。
1857年(咸丰七年)，农民起义军首领冯天恩、李汝端以螺壳山为据点，自称“应天承命左、右都大之帅”，组织瑶、苗、汉各族农民义军数万人，多次击败官军，数次率兵攻打广州、英德，令朝廷震惊。1859年朝廷先后派出兵部侍郎、两广总督统领官军七万人，对义军进行血腥镇压，义军回防大罗山(螺壳山)。在镇压农民军起义后，两广总督认为“螺壳山一带山多地广、政令不通”，听取了端州知府的建议“驱逐瑶居，增立县治”方为久安，于1859年设置广宁县，后有“广泛安宁”之说。

## 行政区划
北市镇下辖以下地区：
扶溪社区、北市村、同文村、国光村、高桥村、石楼村、新文村、共联村、浸米村和葵洞村。

## 中国传统村落
2012年，大屋村被评为首批“中国传统村落”。

## 经济情况
本镇主要经济来源是小水电、农、林、牧、副业。2001年，全镇工农业总产殖13926万元，农民平均纯收入3403元，粮食总面积9118亩，总产量4948吨。

## 资源情况
北市有丰富的资源。一是水利资源。主要是雨量充足，地貌植被好，集雨面积辽阔，落差大，对发展小水电具有得天独厚的条件。还有3500千瓦的水力资源有待开发。二是林业资源。主要有杉、松、各类杂木、青竹、厘竹等。总有林业用地19448公顷。森林覆盖率81%。且形成了基地化、规模化。三是矿产资源。主要有瓷土、黄金、花岗岩、乌矿、锍离矿、钾长石等，储量大小各异，瓷土和黄金分布在辖内石楼、深坑和北市片。
花岗岩和乌矿、锍离矿分布在葵洞一带。这些矿产，早在解放前后曾经进行过土法开采，其中黄金储量丰富，1986年曾出现一段大规模民间采掘黄金热潮，出现了很多黄金暴发户。但大多在深层未能开发。四是耕地资源。全镇总有耕地面积9118亩。属有机质土类，质地腐殖好，土壤肥沃。特别有利于经济作物的生长。种植反季节蔬菜，辣椒、紫色茄瓜、黄金瓜、韭菜花等一批。并形成了基地规模化。五是劳力资源。全镇总有劳动力11118个。其中：男劳动力6113个，女劳动力5005个，从事农业劳动3020个，个体工商服务业260个，外出劳务4140个，由此可见，当前农村劳动力剩余情况是比较突出的。

## 特色产品
该镇的特色农产品是反季节蔬菜。由于该镇冬寒秋凉，夏热春湿，相对湿度95%。雨量充沛，年降雨量不低于1800毫米，昼夜温差大，平均最高气温35.5℃，最低气温–5℃，且土质肥沃，极为适宜发展反季节蔬菜。
该镇新文村小部分农民于2001年引进反季节蔬菜栽培技术并取得成功后，经过2002年的发展，现已逐渐发展成为反季节蔬菜生产基地。在种植生产过程中，推广良种良法，连片种植，合理轮作，提高产值。去年秋天全村反季节蔬菜栽培面积已达700多亩，主要品种有：蕃茄、尖椒、青瓜等，并涌现出不少种植大户，经济效益也日益明显，预计今年栽培面积可达1000多亩。该村想方设法拓宽产品流通渠道，引进清远菜商设立反季节蔬菜购销站，将产品外销到广州、东莞等地。

### 蕃茄
蕃茄是目前北市镇内种植面积和产量最大的反季节蔬菜。主要品种是直接从省农科所引进的“金丰一号”，该蕃茄果实扁圆形，粉红色，色泽艳丽，单果重200—250克，品质好，中熟，收获期集中，前期产量高，果肉味道鲜美，不易裂果，果实商品性好，耐贮运，平均亩产5000公斤左右，日上市量可达1.5万斤。

### 尖椒
尖椒又叫牛角椒，果实长圆锥形，果肩较大，先端渐尖而稍弯曲，果实下垂，肉质脆，色泽鲜，品质优，一般采收果长为6－7cm的嫩尖椒作商品，味甜带微辣，符合省内居民的习惯口味。